# Bueno de Andrada
Bueno de Andrada é um distrito do município brasileiro de Araraquara, no interior do estado de São Paulo.

## História

### Origem
A história do povoado está relacionada a chegada do trilhos da Estrada de Ferro Araraquara, cuja estação, localizada no km 25,4 da linha tronco, é inaugurada em 1º de outubro de 1898 com o nome de Itaquerê.
O nome do distrito é uma homenagem a Antônio Manuel Bueno de Andrada, engenheiro civil, deputado e senador por São Paulo, foi prefeito de Rio Branco (Acre) e trabalhou por muitos anos na Estrada de Ferro Araraquara (EFA).

### Formação administrativa
- Distrito policial criado em 21/12/1924 no município de Araraquara.[5]
- Distrito criado pela Lei nº 2.024 de 27/12/1924, com a denominação de Itaquerê.[6]
- Lei nº 2.974 de 29/05/1937 - altera a denominação para Bueno de Andrada.[7]

## Geografia

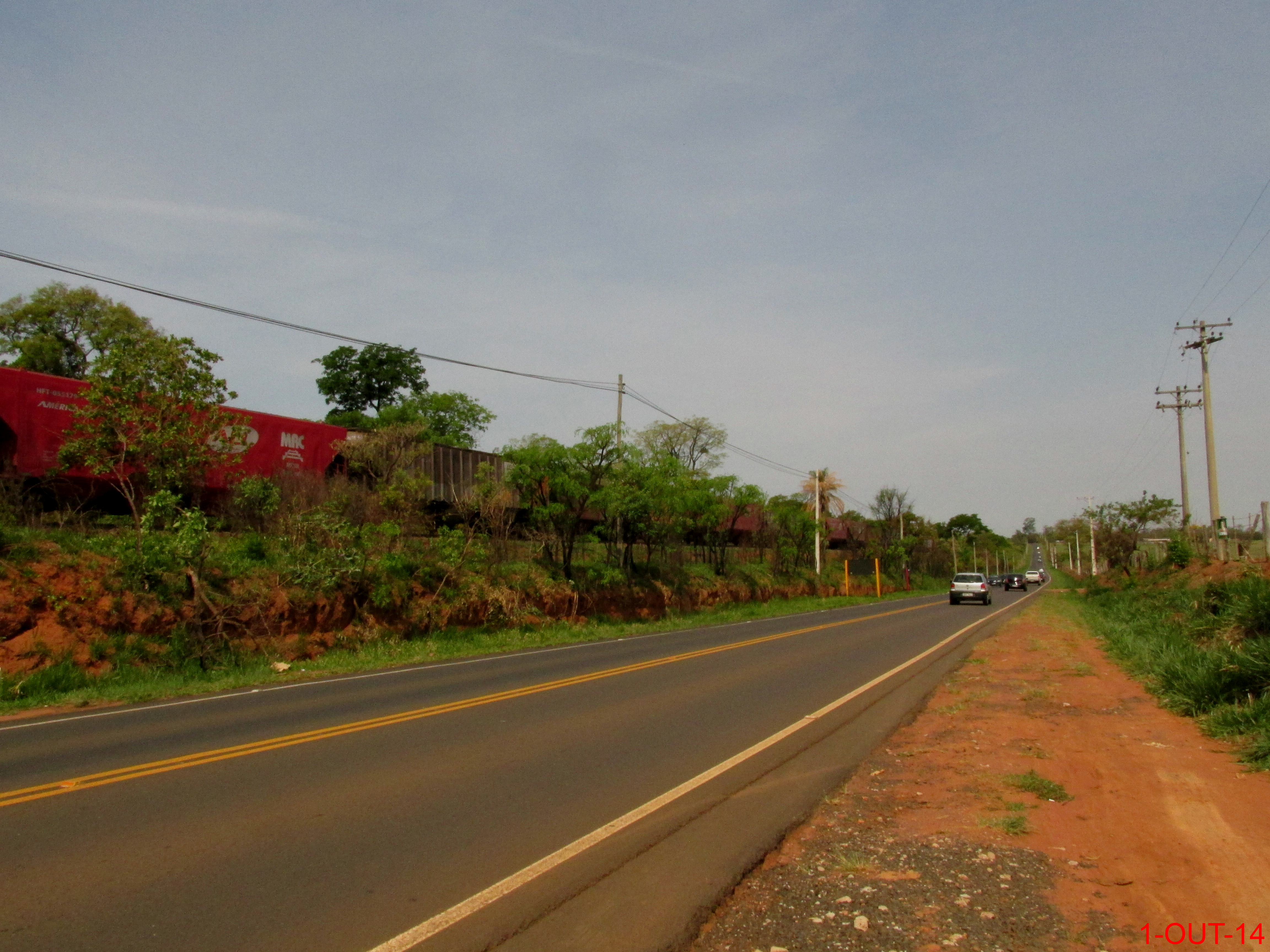
Estrada vicinal de acesso.

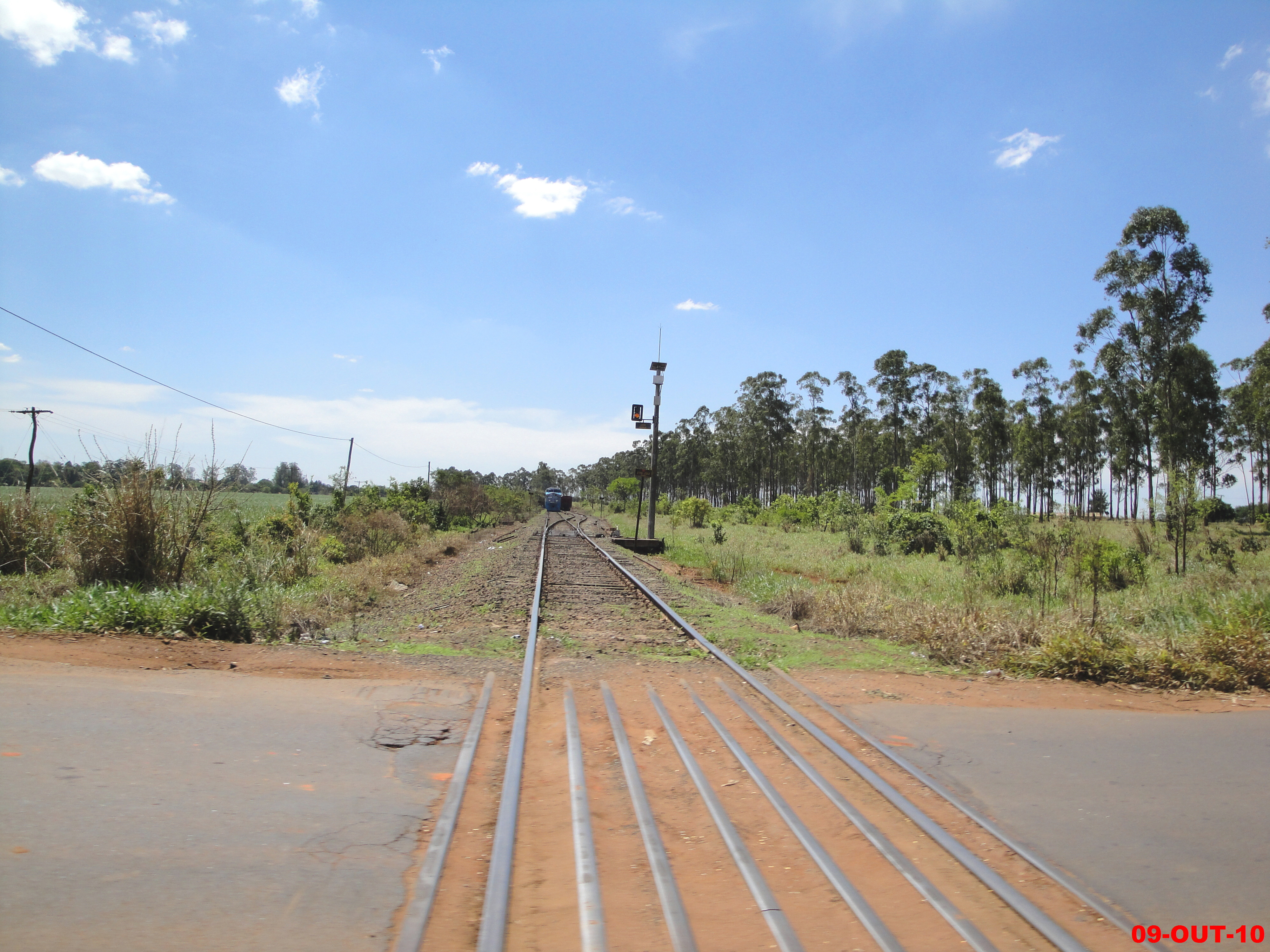
Passagem de nível na estrada vicinal.

### Demografia

#### População urbana
| Crescimento população urbana | Crescimento população urbana | Crescimento população urbana | Crescimento população urbana |

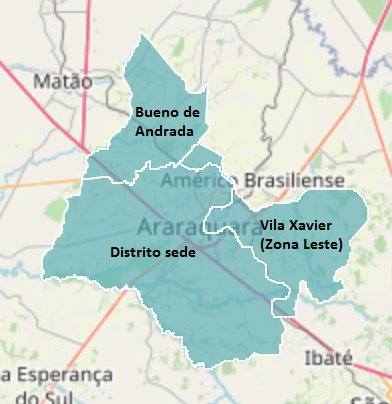
Distritos de Araraquara de acordo com o IBGE.

| Censo                        | Pop.                         |                              | %±                           |
| ---------------------------- | ---------------------------- | ---------------------------- | ---------------------------- |
| 1934                         | 199                          |                              |                              |
| 1940                         | 165                          |                              | −17,1%                       |
| 1950                         | 213                          |                              | 29,1%                        |
| 1960                         | 257                          |                              | 20,7%                        |
| 1970                         | 323                          |                              | 25,7%                        |
| 1980                         | 314                          |                              | −2,8%                        |
| 1991                         | 304                          |                              | −3,2%                        |
| 2000                         | 261                          |                              | −14,1%                       |
| 2010                         | 242                          |                              | −7,3%                        |
| 2022                         | 200                          |                              | −17,4%                       |
| Fonte: IBGE e Fundação SEADE |                              |                              |                              |

#### População total
Pelo Censo 2022 (IBGE) a população total do distrito era de 1 628 habitantes, sendo 200 moradores na vila (setor 001) e 1 428 na área rural ao redor (setores 002, 003 e 004).

### Área territorial
A área territorial do distrito é de 190,251 km², abrangendo os assentamentos Horto de Bueno, Monte Alegre III e Monte Alegre VI.

### Rodovias
O acesso principal de Bueno de Andrada é a Estrada Municipal Graciano da Ressurreição Affonso, que liga Araraquara a Matão via Silvânia.

### Ferrovias
Pátio Bueno de Andrada (ZDZ) da Linha Tronco (Estrada de Ferro Araraquara), sendo a ferrovia operada atualmente pela Rumo Malha Paulista.

### Topografia
Os trilhos das ferrovias eram preferencialmente construídos nos espigões (áreas mais elevadas, livre de obstáculos naturais). No local não foi diferente, e os trilhos coincidem com o divisor de águas das bacias dos rios Jacaré-Guaçu e Mojiguaçu.

### Hidrografia
Bueno de Andrada abriga nascentes que abastecem ambas bacias hidrográficas, como a do Rio Itaquerê (afluente do Rio Jacaré-Guaçu) que corre sentido sul (para Gavião Peixoto e Nova Europa), e a do Ribeirão Rincão (afluente do Rio Mojiguaçu) que segue sentido norte (para Rincão).

## Serviços públicos

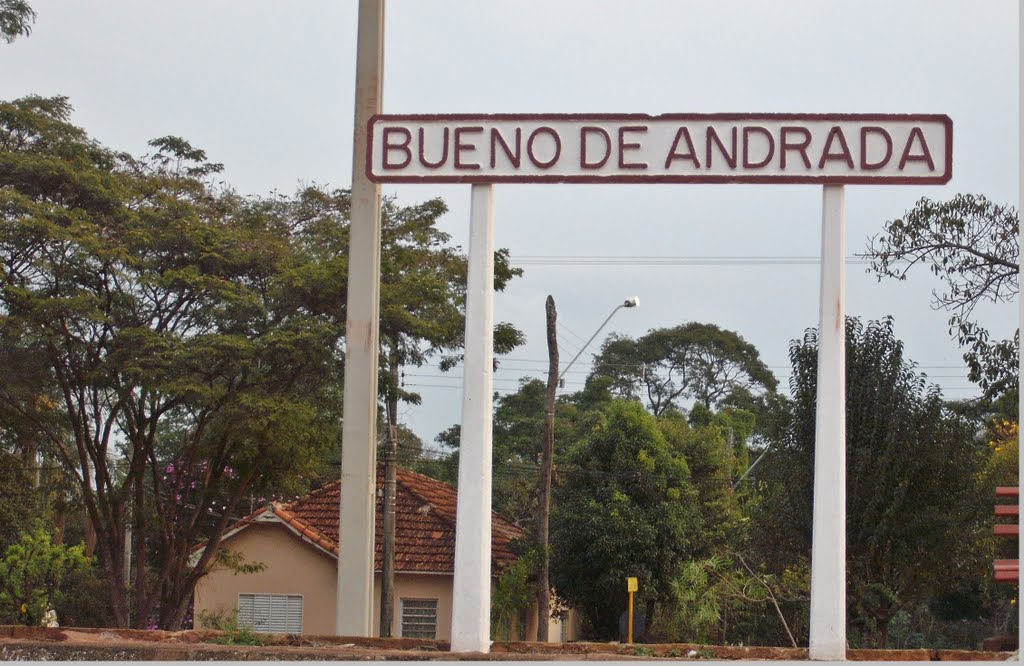
Identificação no pátio da estação ferroviária.

### Administração
- Posto de Atendimento da Prefeitura (antiga Subprefeitura de Bueno de Andrada).[13]

### Registro civil
Atualmente é feito no próprio distrito, pois o Cartório de Registro Civil das Pessoas Naturais ainda continua ativo.

### Saneamento
O serviço de abastecimento de água é feito pelo Departamento Autônomo de Água e Esgotos (DAAE).

### Energia
A responsável pelo abastecimento de energia elétrica é a CPFL Paulista, distribuidora do grupo CPFL Energia.

### Telecomunicações
O distrito era atendido pela Telecomunicações de São Paulo (TELESP), que inaugurou a central telefônica Fonte Luminosa na cidade de Araraquara e que também atende ao distrito, utilizada até os dias atuais. Em 1998 esta empresa foi vendida para a Telefônica, que em 2012 adotou a marca Vivo para suas operações.

## Atrações turísticas

### Coxinhas douradas

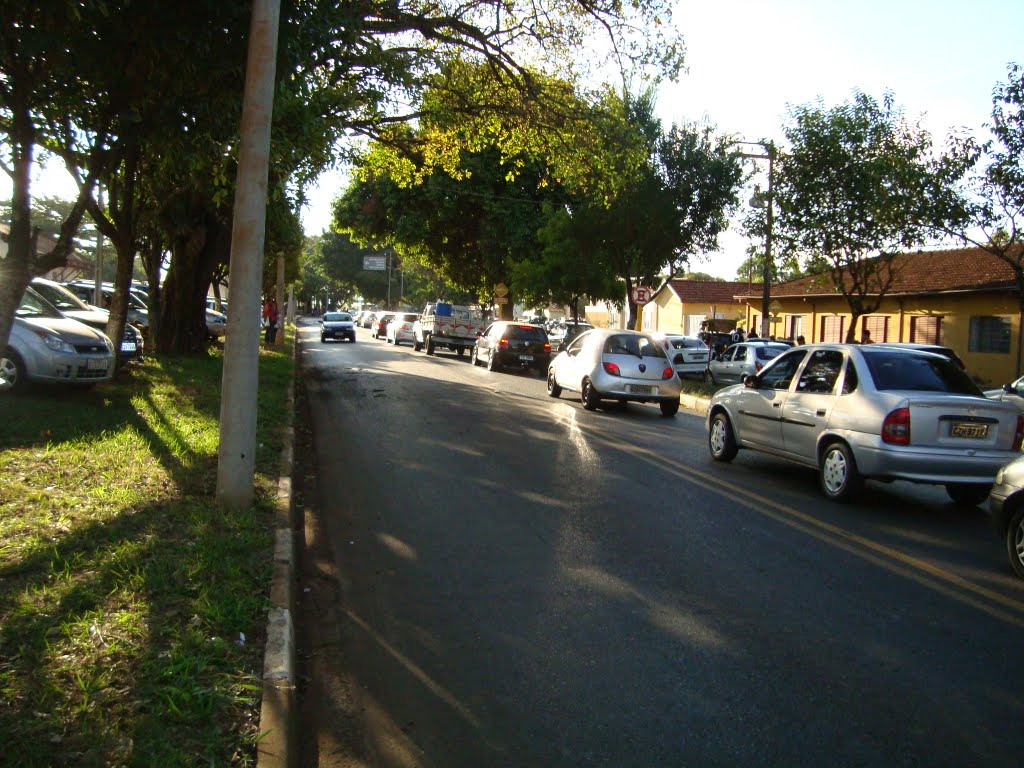
Movimento do local.

É conhecido pelas suas famosas “coxinhas douradas” quando, em visita ao distrito em março de 2001, o escritor Araraquarense Ignácio de Loyola Brandão fez uma crônica referente ao local, voltando a citá-las em outra crônica escrita para o mesmo jornal em 2010.
Hoje em dia tem um grande número de visitantes, e em razão das famosas coxinhas Bueno de Andrada está se transformando num centro de gastronomia, que fica em frente à praça central.
Ao fundo da estação ferroviária completa o cenário local a capela. Estes são elementos avistados da praça central, onde são montadas mesas e cadeiras à sombra das árvores, de onde se pode fazer uma viagem de volta para o passado, aspirando um ambiente de paz e tranquilidade que encanta a todos.

### Patrimônio histórico

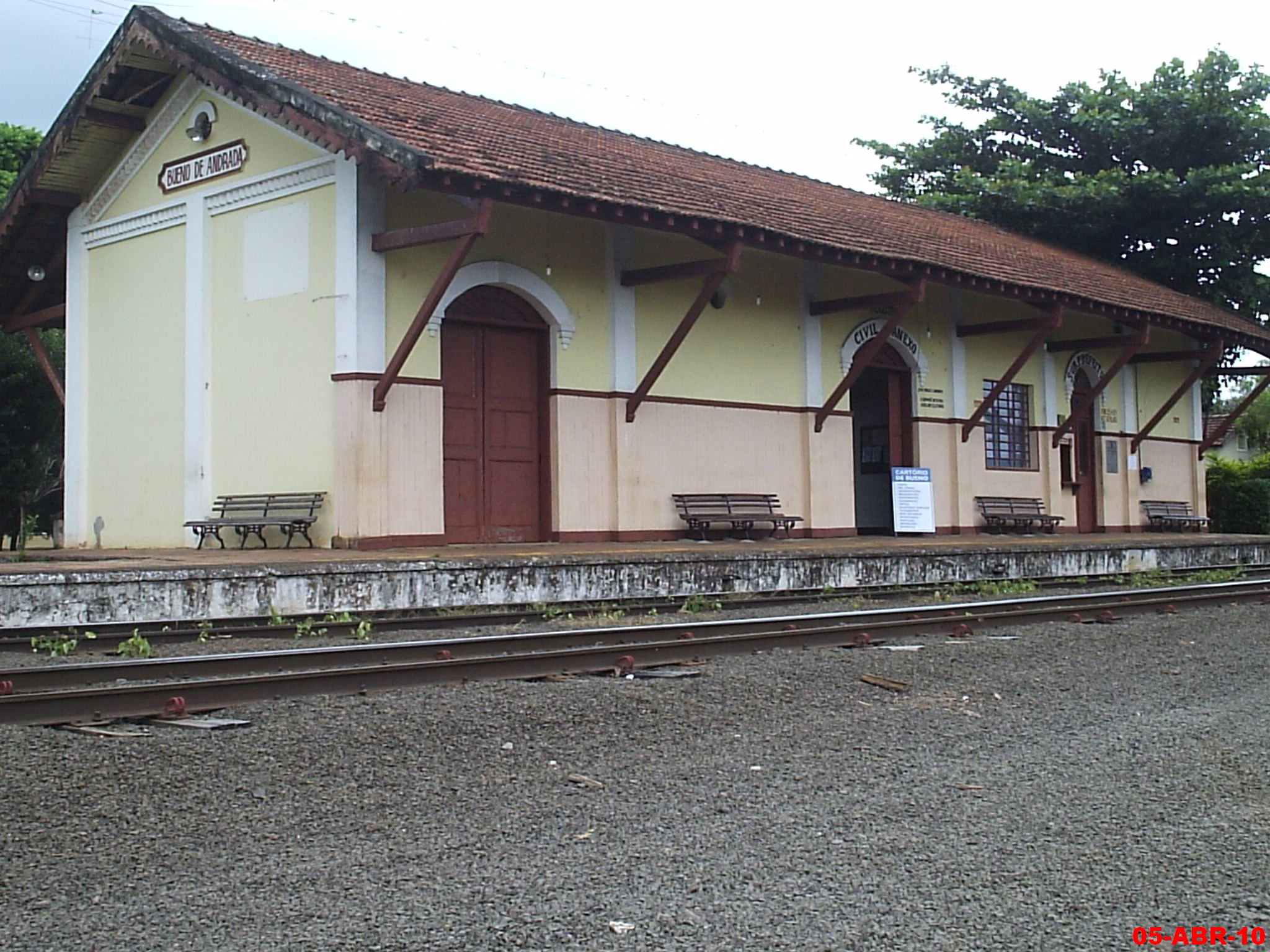
A estação ferroviária continua preservada.

Para fomentar o potencial turístico de Bueno de Andrada e também o cicloturismo na região, foi construído um ponto de encontro para os turistas que visitam o distrito, com foco nos ciclistas. As melhorias abrangem uma área de mil quadrados, valorizando o ambiente histórico no entorno da estação ferroviária.

### Festas
Desde 2009 é realizado o Festival do Pastel & Caldo de Cana e desde 2010 é realizado o Festival Delícias do Milho.
Os pratos típicos destes festivais gastronômicos são respectivamente o Pastelito de Bueno (um pastel no palito) e o Trem de Milho - prato à base de creme natural de milho verde com recheios opcionais de frango, carne seca, linguiça calabresa ou mussarela e cebolinha verde, acompanhado de bolinhos de bagaço de milho.

## Religião

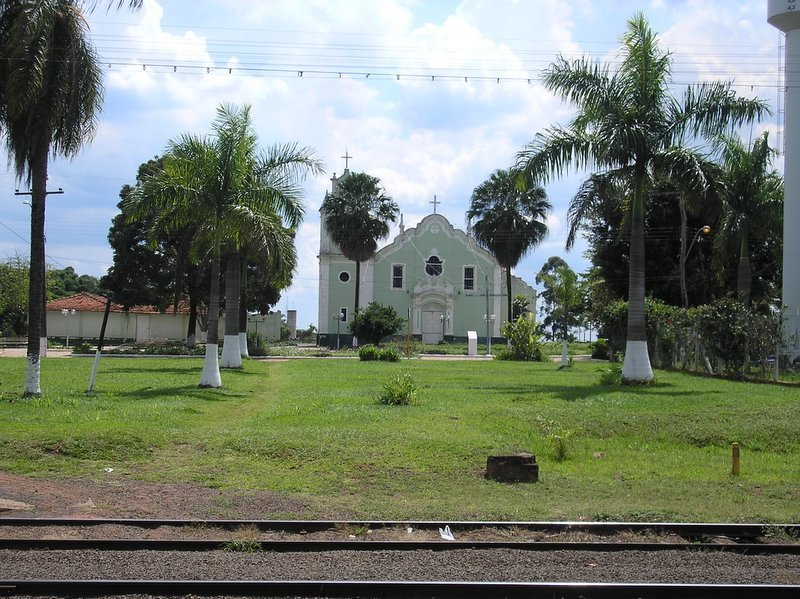
Capela.

O Cristianismo se faz presente no distrito da seguinte forma:

### Igreja Católica
- A igreja faz parte da Diocese de São Carlos.[27]

### Igrejas Evangélicas
- Congregação Cristã no Brasil.[28]